# Physocleora ferruginata
Physocleora ferruginata là một loài bướm đêm trong họ Geometridae.